# Hayden Foxe
Hayden Vernon Foxe (Sydney, 23 de junho de 1977) é um ex-futebolista profissional australiano, que atuava como zagueiro.

## Carreira
Foxe representou a Seleção Australiana de Futebol, nas Olimpíadas de 1996 e em Sydney 2000, que atuou em casa. 